# 1787 en arts plastiques
| Années des arts plastiques : 1784 - 1785 - 1786 - 1787 - 1788 - 1789 - 1790    |
| Décennies des arts plastiques : 1750 - 1760 - 1770 - 1780 - 1790 - 1800 - 1810 |

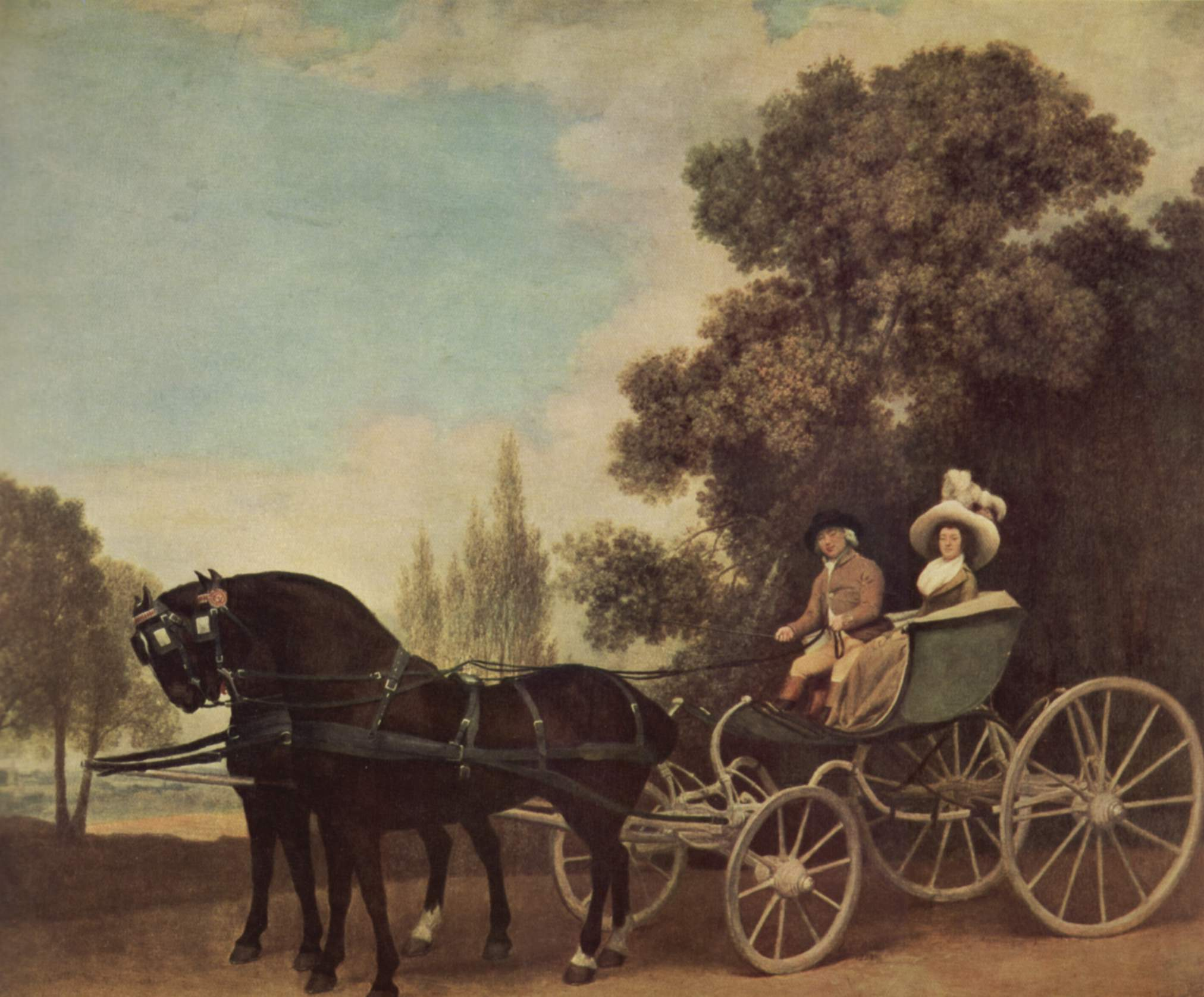
Le Phaéton, toile de George Stubbs.

Cette page concerne l'année 1787 en arts plastiques.

## Œuvres
- 1786-1787 : Cinquième série des Cartons pour tapisserie de Francisco de Goya :
  - Las Floreras
  - La Era
  - La Vendimia
  - La Nevada
  - Le Maçon blessé
  - Les Pauvres à la fontaine
  - Enfant montant un mouton
  - Enfants avec des chiens
  - Chasseur à une source
  - Pastor tocando la dulzaina
  - Combat de chats
  - Pájaros volando
  - La Marica en un árbol
- 1786-1787 : Tableaux pour la promenade des ducs d'Osuna (huiles sur toile) de Francisco de Goya :
  - Le Mât de cocagne
  - La Balançoire
  - La Chute
  - L'Attaque de la diligence
  - Procession de village
  - La Conduite d'une charrue
  - Apartado de toros
- Goethe dans la campagne romaine, tableau de Johann Heinrich Wilhelm Tischbein.

## Naissances
- 16 janvier : François-Joseph Heim, peintre français († 30 septembre 1865),
- 6 février : Giacomo Conca, peintre italien († 9 mars 1852),
- 8 février : Théodore de Jolimont, peintre et lithographe français († 27 octobre 1854),
- 10 avril : Giuseppe Bisi, peintre italien  († 28 octobre 1869),
- 14 avril : Jean-Victor Schnetz, peintre français († 15 mars 1870),
- 10 juin : George Henry Harlow, peintre britannique († 4 février 1819),
- 27 juillet : Vincenzo Chialli, peintre italien († 24 septembre 1840),
- 26 août : Jacques Auguste Regnier, peintre d'histoire et paysagiste français († 2 juin 1860),
- 15 septembre : André Jolivard, peintre paysagiste français († 8 décembre 1851),
- 25 septembre : Fortunato Duranti, peintre italien et collectionneur d'art († 7 février 1863),
- 18 novembre : Louis Daguerre, peintre et inventeur de la photographie († 10 juillet 1851),
- 4 décembre : Tommaso Minardi, peintre italien († 12 janvier 1871),
- ? :
  - Xavier Sigalon, peintre romantique français († 9 août 1837),
  - François Souchon, peintre français († 5 avril 1857),
  - Onofrio Zanotti, peintre italien de l'école bolonaise († 1861).

## Décès
- 22 janvier : Tsukioka Settei (° 1710), artiste ukiyo-e japonais.
- 26 juin : Pierre Lenfant, peintre français (° 26 août 1704),
- 12 décembre : Jean Valade, peintre et pastelliste français (° 1710),
- ? : Francesco Zugno, peintre italien (° vers 1709).